# Hoplocryptus nubecula
Hoplocryptus nubecula är en stekelart som först beskrevs av Henry Keith Townes, Jr. 1962.  Hoplocryptus nubecula ingår i släktet Hoplocryptus och familjen brokparasitsteklar. Inga underarter finns listade i Catalogue of Life.